# Liste der Ehrenbürger von Kiew
Die Stadt Kiew hat unter anderem folgenden Personen das Ehrenbürgerrecht verliehen:

## Liste

### A
- Nikolai Michailowitsch Amossow (1913–2002), Herzchirurg, Konstrukteur und Buchautor.[1]

### B

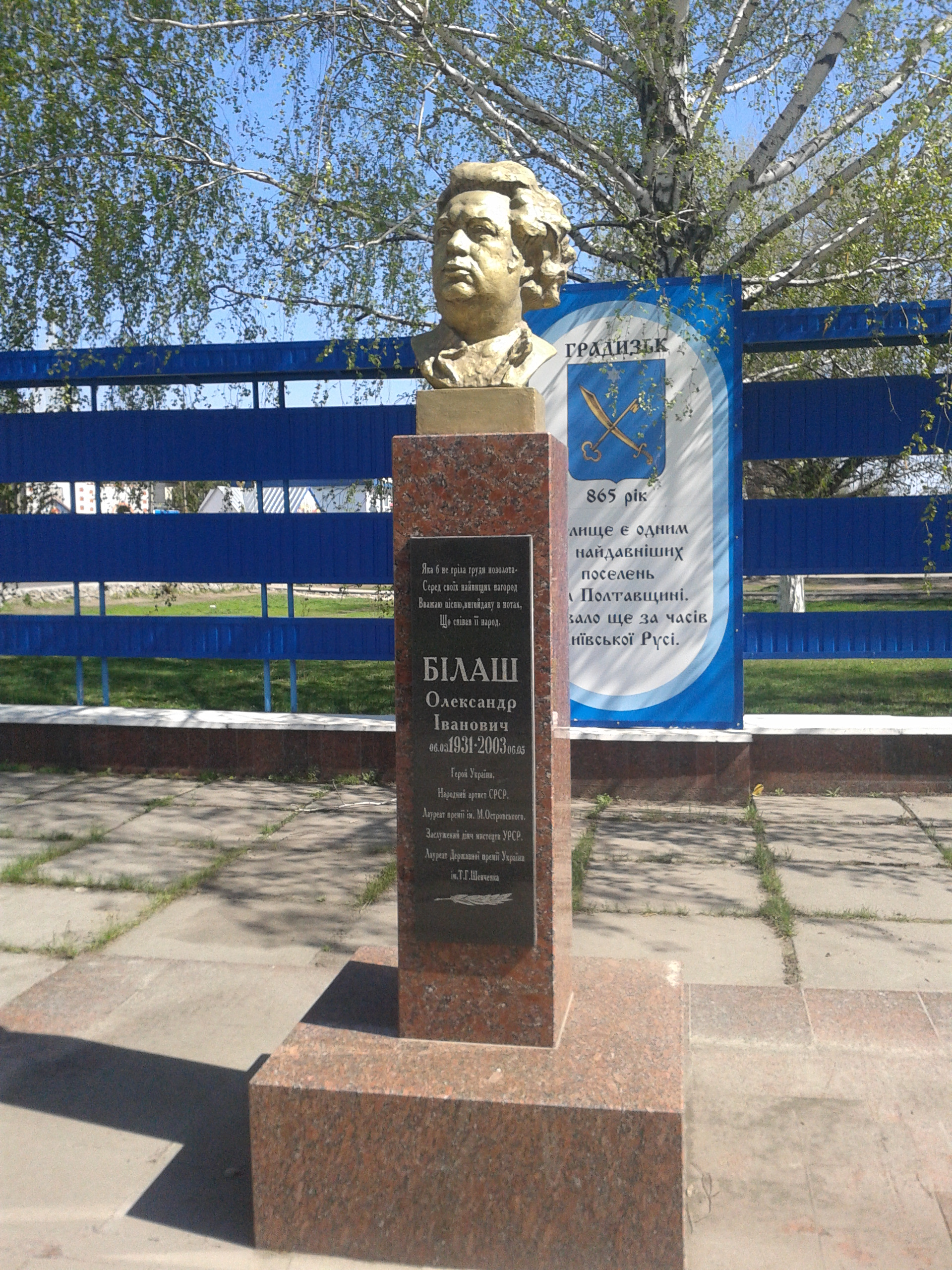
Denkmal für Olexander Bilasch in Hradysk

- Petro Balabujew (1931–2007), Flugzeugkonstrukteur.[1]
- Oleksandr Balahura (Олександр Миколайович Балагура; * 1961), Dokumentarfilmer.[1]
- Nuhsar Baramija (Нугзар Миколайович Барамія; * 1942), Mediziner
- Jewhen Beresnjak (Євген Степанович Березняк; 1914–2013), Held der Ukraine, Generalmajor.[2]
- Oleksandr Bilasch (Олександр Іванович Білаш; 1931–2003), Komponist, Volkskünstler der UdSSR, Held der Ukraine, Taras-Schewtschenko-Preisträger.[1]
- Nina Botscharowa (1924–2020), ehemalige sowjetische Turnerin. Im Mai 2016 wurde sie Ehrenbürgerin der Stadt Kiew.[3]
- Oleh Blochin (* 1952), ehemaliger ukrainischer Fußballspieler und Trainer von Dynamo Kiew.[2]
- Leonid Iljitsch Breschnew (1906–1982), Staatschef der Sowjetunion und vierfacher Held der Sowjetunion.[2]
- Iwan Buschma (Іван Іванович Бушма; * 1933), Held der Sozialistischen Arbeit, Architekt.[2]

### C
- Trường Chinh (1907–1988), Staatsratsvorsitzender Vietnams.[2]

### D
- Filaret Denyssenko (* 1929), Patriarch der Orthodoxen Kirche der Ukraine.[1]
- Marija Dolina (Марія Іванівна Доліна; 1927–2010), Pilotin im Zweiten Weltkrieg, Held der Sowjetunion.[2]

### F
- Iwan Funduklej (1804–1880), Gouverneur von Kiew, Archäologe, Philanthrop[4]

### G
- Indira Gandhi (1917–1984), Premierministerin Indiens.[2]

### H
- Dmytro Hnatjuk (1925–2016), Opernsänger.[2]
- Christoph Hölzel (1936–2015), Ministerialdirigent im bayerischen Sozialministerium.[5]
- Leonid Huberskyj (* 1941), Rektor der Nationalen Taras-Schewtschenko-Universität in Kiew.[1]
- Wolodymyr Hussjew (Володимир Олексійович Гусєв; 1927–2014), Vorstandsvorsitzender des Kiewer Stadtrates der Volksdeputierten von 1968 bis 1979.[2]

### J
- Tetjana Jablonska (Тетяна Нилівна Яблонська; 1917–2005), Kunstmalerin, Akademiemitglied der sowjetischen Akademie der Künste, Volkskünstler der UdSSR, Held der Ukraine.[1]
- Jamala (* 1983), Sängerin; Gewinnerin des Eurovision Song Contest 2016[6]
- Illja Jemez (Ілля Миколайович Ємець; * 1956), Mediziner
- Boris Johnson (* 1964), britischer Politiker und ehemaliger Premierminister[7]

### K

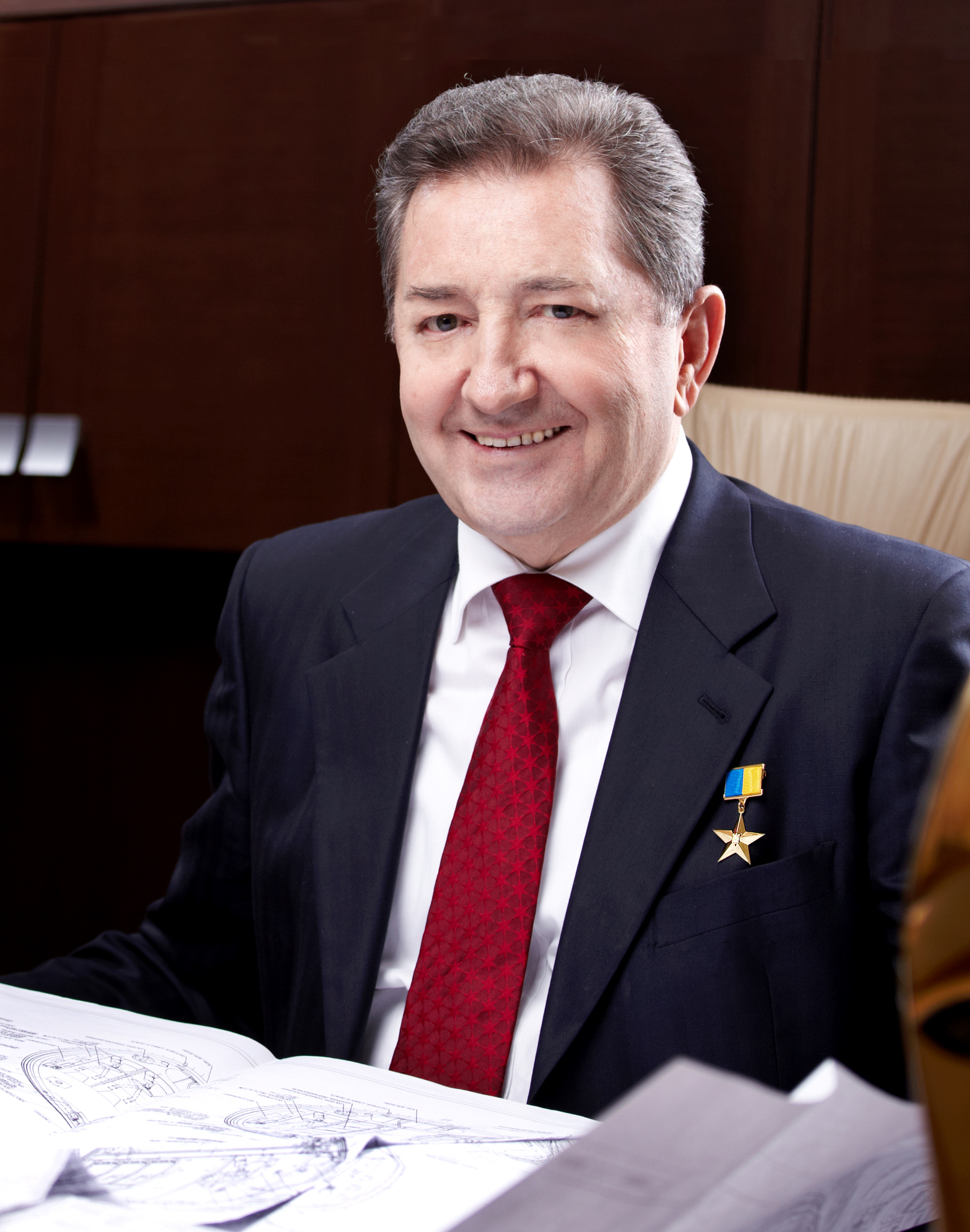
Dmytro Kiwa, 2009

- Wladimir Karawajew (1811–1892), Chirurg und Augenarzt
- Wolodymyr Kiba (Володимир Миколайович Кіба; * 1952), Sportfunktionär
- Heorhij Kirpa (1946–2004), ehemaliger ukr. Verkehrsminister.[1]
- Dmytro Kiwa (1942–2024), Held der Ukraine, Korrespondierendes Mitglied der Nationalen Akademie der Wissenschaften der Ukraine.[1]
- Vitali Klitschko (* 1971), ehemaliger Profiboxer, Politiker und Bürgermeister von Kiew.[2]
- Jana Klotschkowa (* 1982), Schwimmerin, Olympiasiegerin.[2]
- Wolodymyr Kosjawkin (Володимир Ілліч Козявкін; * 1947), Mediziner, Entwickler der Kozijavkin-Methode, Held der Ukraine.[2]
- Witalij Korsch (Віталій Терентійович Корж; * 1938), Politiker, Philanthrop und Wirtschaftswissenschaftler[8]
- Oleksij Krywopischyn (* 1955), Politiker und Direktor der Eisenbahngesellschaft Piwdenno-Sachidna Salisnyzja.[1]

### L
- Olena Lukjanowa (Олена Михайлівна Лук'янова; * 1923), Kinderärztin, Mitglied der Akademie der Medizinischen Wissenschaften der Ukraine.[2]
- Dmytro Luzenko (1921–1989), Dichter und Liedtexter[9]

### M
- Iwan Martschuk (* 1936), Maler, Volkskünstler der Ukraine, Taras-Schewtschenko-Preisträger.[2]
- Witalij Massol (1928–2018), ehemaliger Regierungschef der Ukrainischen SSR und Ministerpräsident der Ukraine.[2]
- Nina Matwijenko (1947–2023), Sängerin[10]
- Jewhenija Miroschnytschenko (1931–2009), Opernsängerin, Volkskünstler der UdSSR.[2]

### O
- Borys Olijnyk (Борис Ілліч Олійник; 1935–2017), Dichter, Übersetzer, Ehrenmitglied der Nationalen Akademie der Künste der Ukraine.[2]
- Oleksandr Omeltschenko (1938–2021), Politiker (Bürgermeister von Kiew).[1]

### P

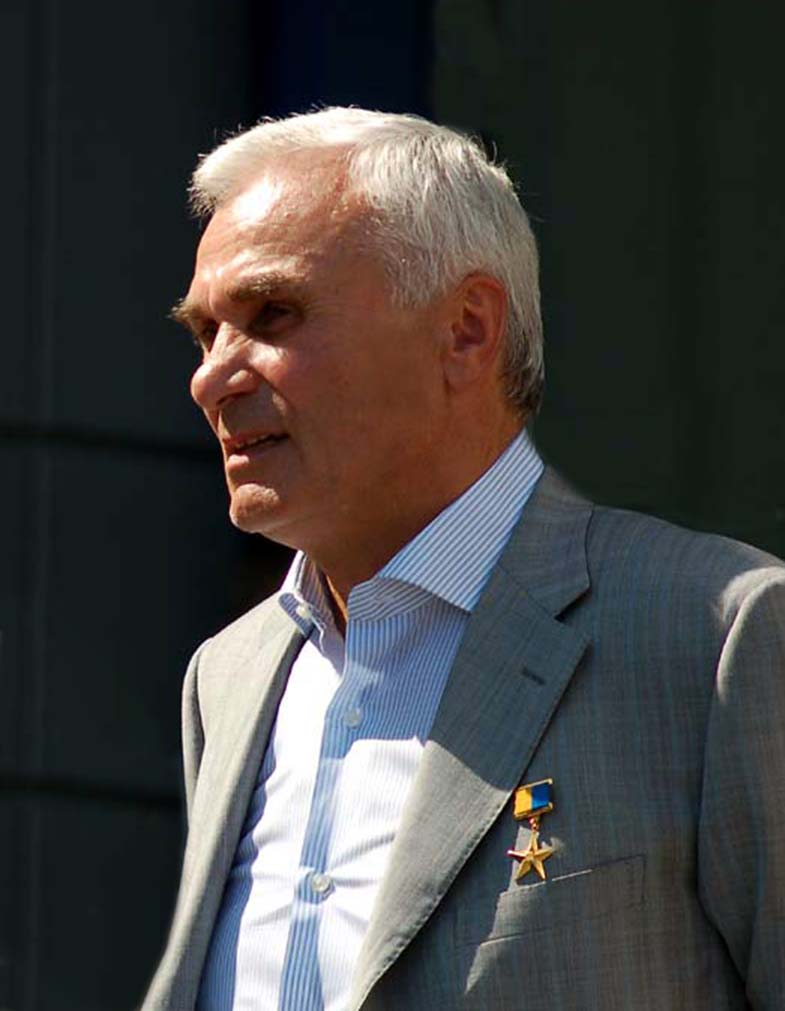
Wolodymyr Petrenko, 2007

- Petro Parchomenko (Петро Миколайович Пархоменко; * 1942), Vorstandsvorsitzender des Kiewer Großbäckereiunternehmens Kyivkhlib.[2]
- Borys Paton (1918–2020), Wissenschaftler, Präsident der Nationalen Akademie der Wissenschaften der Ukraine, zweimal Held der Sozialistischen Arbeit.[2]
- Wolodymyr Petrenko (Володимир Іванович Петренко; * 1944), Leiter der Aktiengesellschaft Kyjiwmetrobud, Mitglied der Nationalen Akademie der Wissenschaften der Ukraine, Held der Ukraine[2]
- Wassyl Petrow (Василь Степанович Петров; 1922–2003)  Generaloberst, zweimal Held der Sowjetunion.[1]
- Wiktor Pintschuk (* 1960), Oligarch und Philanthrop
- Mychailo Kornijowytsch Pylypenko (Михайло Корнійович Пилипенко; 1931–2009), Offizier, Held der Sowjetunion.[2]
- Mykola Polischtschuk (Микола Єфремович Поліщук; * 1944), ehemaliger ukr. Gesundheitsminister, Korrespondierendes Mitglied der Akademie der Medizinischen Wissenschaften.[2]
- Wolodymyr Poljatschenko (Володи́мир Авру́мович Поля́ченко; 1938–2012), Held der Ukraine, Politiker, Techniker, Unternehmer, Ehrenpräsident der Holding Kyjiwmiskbud.[2]
- Ihor Ponamartschuk (Ігор Тарасович Понамарчук; * 1954), Philanthrop, Öffentlicher- und Kulturaktivist,[2][11] Museumsgründer.[12]

### R
- Ada Rohowzewa; (* 1937), Schauspielerin, Volkskünstlerin der UdSSR und der Ukraine.[2]
- Jurij Rybtschynskyj; (* 1945), Dichter, Dramatiker, Drehbuchautor, Verdienter Künstler der Ukraine, Volkskünstler der Ukraine.[1]

### S

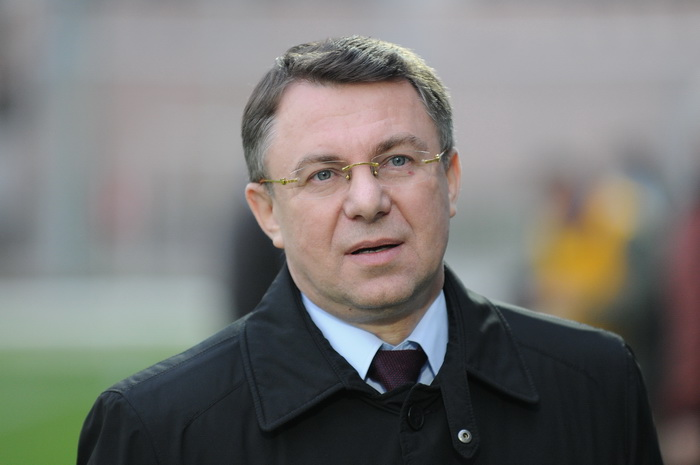
Oleksandr Slobodjan, 2012

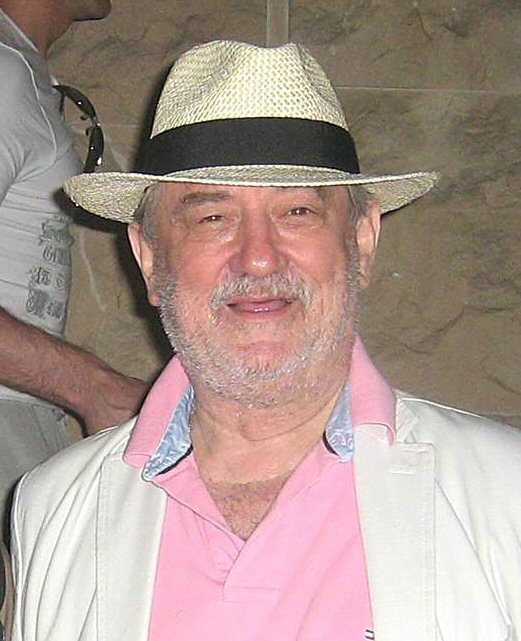
Bohdan Stupka, 2008

- Oleksandr Schalimow (Олександр Олексійович Шалімов; 1918–2006), Chirurg, Mitgründer der ukrainischen chirurgischen Schule, Held der Sozialistischen Arbeit, Held der Ukraine.[1]
- Ihor Schamo (1925–1982), Komponist, Autor der Musik der offiziellen Hymne von Kiew, Gewinner des Taras-Schewtschenko-Preises[13]
- Boris Anfijanowitsch Schachlin (1932–2008), Kunstturner.[1]
- Andrij Schewtschenko (* 1976), ehemaliger Fußballer.[1]
- Walentyna Schewtschenko (1935–2020), ukrainische Politikerin, Präsidiumsvorsitzende des Obersten Sowjets der Ukrainischen SSR, Leiterin der ukrainischen gesellschaftlichen Organisation Kongress der Geschäftsfrauen in der Ukraine.[2]
- Marija Schtscherbatschenko (Павел Ефимович Тарасюк; * 1922), Krankenschwester, Soldatin, Held der Sowjetunion.[2]
- Serhij Schyschko[14] (1911–1997), Kunstmaler, Taras-Schewtschenko-Preisträger, Volkskünstler der UdSSR
- Walentyn Shurskyj (1927–2014), Vorstandsvorsitzender des Kiewer Stadtrates der Volksdeputierten von 1979 bis 1990, Held der sozialistischen Arbeit.[2]
- Hanna Sira (Володи́мир Авру́мович Поля́ченко; 1924–2014), Heldin der Sozialistischen Arbeit.[2]
- Wiktor Skopenko (Віктор Васильович Скопенко; 1935–2010), ehemaliger Rektor der Nationalen Taras-Schewtschenko-Universität Kiew, Mitglied der Akademie der Pädagogischen Wissenschaften der Ukraine, Held der Ukraine.[2]
- Mykola Slawow (Микола Антонович Славов; 1926–2006), Ökonom, Diplomat und Präsident des Aktien-Reederei Ukrritschflot.[1]
- Oleksandr Slobodjan (Олександр В'ячеславович Слободян; * 1956), Politiker, Ehrenpräsident des Unternehmens Obolon.[2]
- Walentyn Snoba (Валентин Іванович Зноба; 1929–2006), Bildhauer, Volkskünstler der Ukraine, Mitglied der Akademie der Künste der Ukraine.[1]
- Bohdan Stupka (1941–2012), Schauspieler.[1]

### T
- Pawel Tarasjuk (Павел Ефимович Тарасюк; 1924–2012), Direktor der Schuhfabrik „Kiew“.[2]
- Leonid Teljatnikow (Леонід Петрович Телятніков; 1951–2004), Held der Sowjetunion, Chefliquidator bei der Nuklearkatastrophe von Tschernobyl.[1]
- Wolodymyr Tschepelyk (Володимир Андрійович Чепелик; * 1945), Bildhauer, Professor an der Nationalen Akademie der Bildenden Künste und Architektur.[1]
- Petro Tronko (Петро Тимофійович Тронько; 1915–2011), Historiker, Held der Ukraine, Mitglied der Nationalen Akademie der Wissenschaften der Ukraine.[2]
- Sinajida Turtschyna (Зінаїда Михайлівна Турчина; * 1946), Handballspielerin, Olympiasiegerin, Präsidentin des Handballvereins Spartak Kiew.[2]

### W

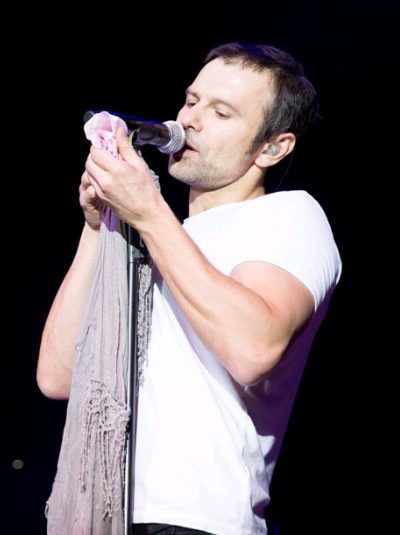
Swjatoslaw Wakartschuk, 2013

- Myroslaw Wantuch (Мирослав Михайлович Вантух; * 1939), Choreograph, Direktor und künstlerischer Leiter des Nationalen Akademischen Tanzensemble der Ukraine, Held der Ukraine.[1]
- Swjatoslaw Wakartschuk (Святосла́в Іва́нович Вакарчу́к; * 1975), Sänger, Songwriter und sozialer Aktivist[15]
- Paraskowija Wolkowynska (Парасковія Григорівна Волковинська; 1938–2006), Weberin, Held der Sozialistischen Arbeit.[1]
- Oleksandr Wosianow (Олександр Федорович Возіанов; 1938–2018), Arzt, Mitglied der Nationalen Akademie der Wissenschaften der Ukraine, Präsident der Nationalen Akademie der Medizinischen Wissenschaften der Ukraine.[2]
- Iwan Wynohradow (Іван Андрійович Виноградов; * 1928), Kiewer U-Bahn-Fahrer, Ingenieur der Metro Kiew[1]